# 단토정
단토정(但東町)은 효고현 이즈시군에 설치되었던 정이다.
2005년 4월 1일 도요오카시 및 기노사키군 기노사키정, 다케노정, 히다카정, 이즈시군 이즈시정과 합병해 새로운 도요오카시가 되었기 때문에 폐지되었다. 마을의 꽃과 나무는 1976년 9월 30일 제정되어 있다.

## 지리
효고현의 타지마 지역에 위치하며 거의 정사각형의 정역을 이루면서 현 전체 형상 중 교토 방면으로 돌기하고 있는 것이 특징이다.
대체로 서쪽 이외에는 교토부에 접해 있으나 모두 고개를 넘어야 하고 단바 및 단고 지역과의 경제적·문화적 교류를 어렵게 해왔다.

## 역사
- 1956년 9월 30일 - 아이하시촌, 시모촌, 다카하시촌이 합병해 성립하였다.
- 2005년 4월 1일 - 도요오카시, 기노사키군 기노사키정, 다케노정, 히다카정, 이즈시군 이즈시정과 합병해 새로운 도요오카시가 성립하였다, 동일 단토정은 폐지되었다.

## 교통

### 도로
- 국도 제426호선 (일본)(일본어판)
- 국도 제482호선 (일본)(일본어판)